# Proviverra
La proviverra (gen. Proviverra) è un mammifero estinto, appartenente agli ienodonti. Visse nell'Eocene medio (circa 45 - 37 milioni di anni fa) e i suoi resti fossili sono stati ritrovati in Europa e in Nordamerica. 

## Descrizione
Questo animale doveva essere di forma e dimensioni simili a quelle di una genetta attuale. Il corpo doveva essere slanciato e le zampe relativamente corte; il muso era piuttosto allungato. Proviverra era caratterizzato da molari alti e taglienti, simili a quelli di Cynohyaenodon; a differenza di quest'ultimo genere, tuttavia, i molari erano dotati di paracono e metacono molto più vicini l'uno all'altro. Si ritiene improbabile che questa caratteristica sia dovuta al grado di usura dentaria. I canini erano forti e allungati, ed è probabile che fosse presente una cresta sagittale ben sviluppata per l'inserzione di potenti muscoli masticatori.

## Classificazione
Il genere Proviverra venne descritto per la prima volta nel 1862 da Ruetimeyer, sulla base di un frammento di cranio rinvenuto nella zona di Egerkingen (Svizzera) in terreni dell'Eocene medio; la specie tipo è Proviverra typica. A questo genere sono state ascritte anche specie nordamericane (P. americana, P. longipes) così come alcune forme europee (P. pilzi, P. robusta) della Germania, precedentemente ascritte al genere Geiselotherium. La specie Proviverra edingeri, ben nota grazie a fossili completi provenienti dal famoso giacimento di Messel, è stata in seguito attribuita al nuovo genere Lesmesodon.
Proviverra è il genere eponimo dei Proviverrinae, una sottofamiglia di ienodontidi di piccole dimensioni, dalle caratteristiche affini a quelle delle attuali genette.